# Owen Power
Pour les articles homonymes, voir Power.
Owen Power (né le 22 novembre 2002 à Mississauga en Ontario au Canada) est un joueur professionnel canadien de hockey sur glace. Il évolue au poste de défenseur avec les Sabres de Buffalo dans la Ligue nationale de hockey (LNH).

## Biographie

### Carrière junior
Power fait son hockey junior dans sa ville natale de Mississauga. En avril 2018, il annonce son intention de jouer dans les rangs universitaires avec l'université du Michigan. Peu après, il est choisi par les Firebirds de Flint de la LHO au 22e rang du repêchage annuel. Cependant, inadmissible de jouer dans les rangs universitaires américains s'il rejoint une formation de la LHO, il décide de rejoindre le Steel de Chicago de la USHL qui l'avaient repêché au troisième rang du repêchage de la ligue. En 2020, il est nommé meilleur défenseur de la USHL.
Lors de son année de repêchage, Power évolue avec les Wolverines du Michigan, une équipe comptant huit joueurs repêchés dans la LNH ainsi que Matthew Beniers et Kent Johnson, deux des meilleurs espoirs pour le repêchage à venir. L'équipe finit la saison au deuxième rang en prévision du tournoi de la NCAA, mais ne peut y participer due à une infection au Covid-19 dans l'équipe. En fin de saison, il est finaliste pour le meilleur joueur de première année dans la division Big Ten tandis que College Hockey News le déclare recrue de l'année. Bien qu'il soit l'un des favoris pour être repêché au premier rang lors du repêchage de 2021, il déclare en juin 2021 qu'il préfèrerait retourner jouer au Michigan la saison suivante au lieu de faire son entrée dans la LNH. Certains analystes tels que Corey Pronman y voie dans cette décision un désir de reproduire le début de carrières de défenseurs comme Cale Makar, Quinton Hughes ou Zachary Werenski qui ont pris une année de plus dans les rangs universitaires pour être mieux préparés pour la LNH.

### Carrière professionnelle
Le soir du repêchage, il est choisi au premier rang au total par les Sabres de Buffalo. Le lendemain de la défaite de Michigan durant la phase finale de la NCAA, Owen signe un contrat de trois ans avec les Sabres. Celui-ci marque le lancement d'un « exode » des vedettes des Wolverines à la fin de la saison 2021 puisque Power est suivi le jour même par Kent Johnson et Nick Blankenburg, alors que le départ d'autres joueurs tels Matthew Beniers ou Brendan Brisson sont attendus dans les jours suivants.
Power fait ses débuts professionnels le 12 avril 2021 contre les Maple Leafs de Toronto, son équipe d'enfance. Il inscrit son premier but dans la LNH le 21 avril, contre les Devils du New Jersey.
À un an de la fin de son contrat d'entrée, le défenseur signe une prolongation de contrat de sept ans. Ce pacte qui entrera en vigueur en 2024-2025 est d'une valeur de 58,45 millions $, soit 8,35 millions $ par année.

### En équipe nationale
Power représente le Canada au niveau international. Il fait sa première apparition avec l'équipe séniore lors du championnat du monde de 2021. Sa performance lors du tournoi est décrite comme ayant solidifié son statut de meilleur espoir du repêchage de 2021. Lors du match de quart de finale contre la Russie, il est nommé joueur du match dans une victoire de 2 à 1 en prolongation.
Power fait partie de la brigade défensive de l'équipe canadienne lors du championnat mondial junior de 2021.

## Style de jeu
Power est décrit comme un joueur « très fluide et agile ». Cependant, certains analystes lui reprochent un manque de jeu physique. Son directeur général à Chicago, Ryan Hardy, le décrit comme un joueur humble avec une excellente mentalité.
Strauss Mann, son coéquipier à l'université du Michigan, le décrit comme un joueur peu flamboyant, mais très efficace. Il met également en avant son éthique à l'entrainement pour combler les faiblesses dans son jeu. L’auxiliaire de Mann dans les buts, Erik Portillo, souligne sa capacité à dominer la zone défensive ainsi que la qualité de sa préparation avant les matchs.

## Statistiques

### En club
| Saison     | Équipe                   | Ligue      |                            | Saison régulière           | Saison régulière           | Saison régulière           | Saison régulière           | Saison régulière           |                            | Séries éliminatoires       | Séries éliminatoires       | Séries éliminatoires       | Séries éliminatoires | Séries éliminatoires |
| Saison     | Équipe                   | Ligue      | PJ                         | B                          | A                          | Pts                        | Pun                        | PJ                         | B                          | A                          | Pts                        | Pun                        |                      |                      |
| 2016-2017  | Mississauga Reps U15 AAA | GTHL U15   | Statistiques indisponibles | Statistiques indisponibles | Statistiques indisponibles | Statistiques indisponibles | Statistiques indisponibles | Statistiques indisponibles | Statistiques indisponibles | Statistiques indisponibles | Statistiques indisponibles | Statistiques indisponibles |                      |                      |
| 2017-2018  | Mississauga Reps U16 AAA | GTHL U16   | 33                         | 9                          | 19                         | 28                         | 22                         | -                          | -                          | -                          | -                          | -                          |                      |                      |
| 2018-2019  | Steel de Chicago         | USHL       | 58                         | 11                         | 14                         | 25                         | 10                         | 11                         | 0                          | 2                          | 2                          | 6                          |                      |                      |
| 2019-2020  | Steel de Chicago         | USHL       | 45                         | 12                         | 28                         | 40                         | 18                         | -                          | -                          | -                          | -                          | -                          |                      |                      |
| 2020-2021  | Wolverines du Michigan   | NCAA       | 26                         | 3                          | 13                         | 16                         | 6                          | -                          | -                          | -                          | -                          | -                          |                      |                      |
| 2021-2022  | Wolverines du Michigan   | NCAA       | 33                         | 3                          | 29                         | 32                         | 12                         | -                          | -                          | -                          | -                          | -                          |                      |                      |
| 2021-2022  | Sabres de Buffalo        | LNH        | 8                          | 2                          | 1                          | 3                          | 2                          | -                          | -                          | -                          | -                          | -                          |                      |                      |
| 2022-2023  | Sabres de Buffalo        | LNH        | 79                         | 4                          | 31                         | 35                         | 24                         | -                          | -                          | -                          | -                          | -                          |                      |                      |
| 2023-2024  | Sabres de Buffalo        | LNH        | 76                         | 6                          | 27                         | 33                         | 28                         | -                          | -                          | -                          | -                          | -                          |                      |                      |
| Totaux LNH | Totaux LNH               | Totaux LNH | 163                        | 12                         | 59                         | 71                         | 54                         | -                          | -                          | -                          | -                          | -                          |                      |                      |

### En équipe nationale
| Année | Équipe           | Compétition                   |    | PJ | B | A | Pts | Pun                 |  | Résultat |
| 2019  | Canada White U17 | Défi mondial U17              | 5  | 0  | 0 | 0 | 2   | 5e place            |  |          |
| 2021  | Canada           | Championnat du monde          | 10 | 0  | 3 | 3 | 5   | Médaille d'or       |  |          |
| 2022  | Canada - 20 ans  | Championnat du monde - 20 ans | 2  | 3  | 2 | 5 | 0   | Compétition annulée |  |          |
| 2022  | Canada           | Jeux olympiques               | 5  | 0  | 1 | 1 | 2   | 6e place            |  |          |
| 2024  | Canada           | Championnat du monde          | 10 | 1  | 5 | 6 | 0   | 4e place            |  |          |

### LNH
- 2022-2023 : sélectionné dans l'équipe d'étoiles des recrues